# René Mugica
René Mugica (Carhué, 8 d'agost de 1909-Buenos Aires, 3 de maig de 1998) va ser un actor i director de cinema argentí. Va formar part de l'equip inicial d'Artistas Argentinos Asociados i va treballar com a assistent de director abans de concretar en 1960 la seva primera pel·lícula que va ser El centroforward murió al amanecer que representà l'Argentina al 14è Festival Internacional de Cinema de Canes de 1961. La seva millor pel·lícula va ser Hombre de la esquina rosada (1962) sobre el conte homònim de Jorge Luis Borges.
Realitzà tasca gremial com a presiden de DAC (Directores Argentinos Cinematográficos) i quan renuncià en fou designat president honorari de l'entitat. També va ser director de l'Instituto Nacional de Cinematografía.

## Biografia

### Primers anys
René Mugica era fill d'Ernesto Pucciarelli i Emilia Mugica, va néixer a Carhué, una petita ciutat de la província de Buenos Aires situada al costat de la Llacuna Epecuén coneguda per les aigües termals i per haver estat epicentre del poder del cacic Calfucurá, situada a 561 quilòmetres de la ciutat de Buenos Aires. Igual que els seus germans, i per una decisió dels seus pares motivada per la seva ideologia anarquista, no va ser anotat al Registre Civil fins a 1918 en què va morir el pare, motiu pel qual va rebre el cognom matern.

### Activitat artística
La mare de Mugica era actriu i utilitzava el cognom Rosers en la seva activitat. Quan la seva família es va traslladar a La Plata, va estudiar a l'Escola d'Art Dramàtic de l'Institut Provincial, dependent del Teatro Argentino de la Plata i va fer diverses presentacions com a actor teatral a vegades en què va acompanyar a la seva mare en gires. Al mateix temps treballava com inscriptor de títols. En 1940 va debutar en cinema amb un petit paper en la pel·lícula La carga de los valientes, dirigida per Adelqui Millar en la que també treballava Eva Duarte.
En 1942 passà a formar part de l'equip d'Artistas Argentinos Asociados i allí va començar la seva carrera com a assistent de direcció. La seva primera labor, deia amb orgull, havia estat la d'estrènyer una palanca en un tauler. Va actuar en La guerra gaucha,, Su mejor alumno, Todo un hombre, Pampa bárbara i Donde mueren las palabras mentre va començar a aprendre com a ajudant i assistent de direcció, treballant al costat de Lucas Demare i Carlos Rinaldi, els mecanismes del rodatge.
En 1960, amb la participació d'un grup d'amics, va formar una cooperativa i va realitzar la seva primera pel·lícula com a director. Va ser El centroforward murió al amanecer, una adaptació de l'obra homònima d'Agustín Cuzzani que va representar l'Argentina al 14è Festival Internacional de Cinema de Canes el 1961.
El 1965 va filmar El reñidero, adaptat de l'obra de Sergio De Cecco del mateix nom, amb Alfredo Alcón i Fina Basser, i fotografia de Ricardo Aronovich, sobre el mite d'Electra. En ella, Mugica traslladava les accions a un pintoresc Buenos Aires de començaments de segle.
La seva millor pel·lícula va ser Hombre de la esquina rosada, filmada el 1962 sobre el conte del mateix nom de Jorge Luis Borges. El primer conte que Borges va publicar li va arribar a Mugica ja amb un guió armat, posterior al que el mateix Borges havia redactat juntament amb Adolfo Bioy Casares.
Dirigí Bajo el signo de la patria el 1971, amb Ignacio Quirós en el paper de Manuel Belgrano, que va rodar en una època —inicio dels 70— en la qual els films històrics es van posar de moda.
Va ser president de DAC (Directores Argentinos Cinematográficos) en els 80, i a finalitats del 1988, quan va renunciar, va ser designat president honorari per unanimitat i aclamació pels seus parells, i el seu nomenament, segons una nota de l'entitat, va ser perquè hom continuava necessitant l'exemple de la seva conducta i rectitud.
Va ser director de l'Instituto Nacional de Cinematografía durant la presidència de Menem però es va allunyar en menys de tres mesos per discrepàncies. En una entrevista de molt abans que els canals produïssin films a l'Argentina va assenyalar que la televisió estava totalment desvinculada del cinema i que calia seguir l'exemple d'altres països on s'han adonat que tenir una pel·lícula per a l'exhibició en cinema, després per a TV i posteriorment en vídeo, li assegura a la producció una recuperació certa de l'invertit.
Mugica també va ser autor d'obres sobre el cinema (En el principio fue la imagen, publicat el 1989 i en el qual defensava l'autoria del realitzador cinematogràfic) i unes altres de ficció (Relatos del andarín i El quinto jinete).
A més va publicar a El cine que no fue (1996) dos guions que es mantenien inèdits, Y vieron que estaban desnudos i Donde haya Dios.
Era germà i oncle, respectivament, de les actrius Alba Mujica i Bàrbara Mujica. Va morir després d'una llarga malaltia i la seva voluntat va ser que no el vetllessin —ni tan sols a la seva casa de Lavalle al 1600, en ple barri del quefer cinematogràfic porteny—, que el cremessin i que les seves cendres acompanyessin a la seva dona, Raquel. Tal com ho va demanar, les seves restes estan juntes en el Panteó d'Actors del cementiri de la Chacarita.
La Sala d'Espectacles de la Societat Italiana de Socors Mutus de la ciutat de Carhué —la seva ciutat natal— porta per nom 'René Mugica i Alba Mugica' en reconeixement de la trajectòria de tots dos germans.

## Filmografia

### Actor
- Del otro lado del puente (1953). Dir. Carlos Rinaldi.
- Nunca te diré adiós (1947). Dir. Lucas Demare.
- Donde mueren las palabras (1946). Dir. Hugo Fregonese.
- Pampa bárbara (1945). Dir. Lucas Demare.
- Su mejor alumno (1944). Dir. Lucas Demare.
- El fin de la noche (1944). Dir. Alberto de Zavalía.
- El muerto falta a la cita (1944). Dir. Pierre Chenal.
- Fuego en la montaña (1943). Dir. Carlos Torres Ríos.
- Todo un hombre (1943). Dir. Pierre Chenal.
- La Guerra Gaucha (1942). Dir. Lucas Demare.
- ¡Gaucho! (1942). Dir. Leopoldo Torres Ríos.
- El cura gaucho (1941). Dir. Lucas Demare.
- La carga de los valientes (1940). Dir. Adelqui Millar.

### Director
- Bajo el signo de la patria (1971). Guió d'Ismael Montaña.
- La buena vida (1966). Guió de Carlos Latorre.
- El reñidero (1965). Guió de Sergio De Cecco, René Mugica i Martín Rodríguez Mentasti segons l'obra de Sergio de Cecco.
- Viaje de una noche de verano (1965) (episodi Antón Pirulero). Guió de Rodolfo M. Taboada.
- El demonio en la sangre (1964). Guió de René Mugica sobre argument de Roa Bastos i Tomás Eloy Martínez.
- El octavo infierno, cárcel de mujeres (1964). Guió de Ariel Cortazzo.
- La murga (1963). Guió de Rodolfo M. Taboada.
- Rata de puerto (1963). Guió de René Mugica i Isaac Aisenberg sobre argument d'Ariel Cortazzo.
- Hombre de la esquina rosada (1962). Guió de Joaquín Gómez Bas, Carlos Adén i Isaac Aisenberg segons el contr homònim de Jorge Luis Borges.
- El centroforward murió al amanecer (1961). Guió d'Agustín Cuzzani segons l'obra del mateix nom.

### Assistent de director
- Del otro lado del puente (1953). Dir. Carlos Rinaldi.
- Vigilantes y ladrones (1952). Dir. Carlos Rinaldi.
- Fantasmas asustados (1951). Dir. Carlos Rinaldi.
- Edición extra (1949). Dir. Luis José Moglia Barth.

## Obra literària
- El cine que no fue (1996)
- El quinto jinete (1994)
- Relatos del andarín: alegrías y tristezas que así contó para ser contadas (1992)
- En el principio fue la imagen: la obra, cinematográfica, derecho de autor y de los artistas intérpretes, derecho del productor (1989)

## Premis i nominacions
- Nominat a la Palma d'Or al Festival Internacional de Cinema de Canes per El reñidero (1965).
- Nominat a la Palma d'Or al Festival Internacional de Cinema de Canes per El centroforward murió al amanecer (1961).
- Premi a la millor pel·lícula en icastellanà al Festival Internacional de Cinema de Mar del Plata per El demonio en la sangre (1964).
- Menció d'honor i premio de l'OCIC al Festival Internacional de Cinema de Sant Sebastià per El octavo infierno (1964).
- Menció d'honor de l'Asociación Argentina de Actores por la seva trajectòria (1997).
- Premi Leopoldo Torre Nilsson, de la Fundación Cinemateca Argentina per la seva trajectòria al cinema argentí durant 45 anys, i pel seu permanent defensa de la llibertat d'expressió enfront de la recessió cultural i a l'ofensiva de la censura (1983).